# Carl Mörner (1755–1821)
Carl Carlsson Mörner af Tuna, född den 1 december 1755 på Rödjenäs i Björkö socken i Jönköpings län, död den 24 juni 1821 i Stockholm, var en svensk greve, general, överståthållare och riksståthållare i Norge.

## Biografi
Mörner var son till hovjägmästare Carl Gustaf Mörner d.y. och Margareta Fredrika Duse och växte upp under tämligen enkla förhållanden. Han var sonsons sonsons son till Otto Helmer Mörner.

### Militär bana
Han inledde sin militära bana som kadett vid artilleriet och avlade 1772 en examen i artillerivetenskap. Han verkar därefter inte ha fått någon ytterligare formell utbildning. Han blev riddare av svärdsorden 1772 som tack för sin insats vid Gustav III:s statskupp. Mörner deltog i det högre sällskapslivet i Stockholm och kom att stå kungen nära och utnämndes till kammarjunkare hos Gustav III 1785. Efter sin kaptensutnämning blev han kavaljer hos kronprins Gustav Adolf 1787. Han utnämndes till överste vid Finska artilleriregementet 1794.
År 1794 utnämndes Mörner till vice guvernör hos kungen och 1800 blev han greve Mörner till Tuna, nr 109 på Svenska Riddarhuset.
Mörner, som i grunden var artillerist, blev chef för Kalmar regemente 1795 genom byte med generalmajor Abraham Daniel Schönström. Under Mörners chefstid flyttades regementets mötesplats till Hultsfreds slätt. År 1802 bytte han till sig Svea livgarde. Mörner utnämndes 1808 till generalmajor och chef för Skaraborgs regemente, men tillträdde aldrig, i stället blev han åter sekundchef vid Svea livgarde 1809–1811. Han befordrades 1809 till generallöjtnant och chef för Södra armén i Skåne. 1812–1818 var han överståthållare i Stockholm. Vidare utnämningar var som guvernör i Pommern 1811, general 1812, en av rikets herrar 1814, lantmarskalk vid riksdagen i Stockholm 1815 och fältmarskalk 1816. Han förordnades 1818 till riksståthållare i Norge.

### Överståthållare
1812 utnämndes Mörner till överståthållare i Stockholm. I sin civila ämbetsbana som sådan lyckades Mörner uträtta positiva åstadkommelser som var till nytta för Stockholm. Han understödde stadens borgarskap samt befrämjade ett självstyrande borgarskap och en modernare kommunförvaltning. Mörners ansvarskännande statsmannakonst som överståthållare, visade sig också i hans ämbetstida dagsverke för ökad nykterhet, och grundläggande av det kurhus som 1816 inrättades på Kungsholmen för veneriskt sjuka. En kunglig gåva på 40 000 riksdaler skänkte han vidare till sociala ändamål.
År 1810 gifte sig Mörner med den förmögna Charlotta Arfwedson, dotter till Carl Kristoffer Arfwedson, som även blev hans sekreterare och talskrivare. Hon hade goda kontakter vid hovet och främjade Mörners karriär.

### Riksståthållare i Norge
Som riksståthållare i Norge 1816–1818 ingick att vara ordförande för den norska statsrådsavdelningen, överbefälhavare för alla militära styrkor och universitetskansler. Makarna Mörner blev väl integrerade i samhällslivet i Kristiania, umgicks med ledande personer i Norge och blev medelpunkt för huvudstadens sällskapsliv. Kungen menade emellertid att Mörner var för eftergiven mot norrmännen och han fick lämna sin befattning redan efter två år, formellt på egen begäran, och skulle återgå till överståthållarämbetet. Men befälet över Stockholms garnison ingick nu inte längre däri och Mörners missnöje med detta fick honom att avgå.

### Omdömen
Om Mörner skrev Hampus Mörner 1848: "Han var ej utmärkt av ovanligt lysande gåvor, varken såsom talare, skriftställare eller fin politikus, eller för djupare kunskaper; men han var redlig, ordhållig, uppriktig, vänfast, pålitlig och allvarlig mitt i hela hovcirkeln, uti vilken han tillbringat större delen av sin levnad, utan att det ädla i hans karaktär därav lidit någon förändring."

### Den grevliga ätten
Carl Möller förblev barnlös och därmed utslocknade den grevliga ätten nr 109, Mörner af Tuna i och med hans frånfälle. Hans vapensköld krossades av generallöjtnanten greve Jacob De la Gardie vid jordfästningen i Jakobs kyrka i juli 1821. Gravsättningen skedde senare i det Bunge-Mörnerska gravkoret i Huddinge kyrka.